# Павонкув
Павонкув (пол. Pawonków) — село в Польщі, у гміні Павонкув Люблінецького повіту Сілезького воєводства.
Населення — 1529 осіб (2011).
У 1975-1998 роках село належало до Ченстоховського воєводства.

## Демографія
Демографічна структура станом на 31 березня 2011 року:
|          | Загалом | Допрацездатний вік | Працездатний вік | Постпрацездатний вік |
| -------- | ------- | ------------------ | ---------------- | -------------------- |
| Чоловіки | 760     | 157                | 515              | 88                   |
| Жінки    | 769     | 144                | 464              | 161                  |
| Разом    | 1529    | 301                | 979              | 249                  |